# دامير سيتر
دامير سيتر (بالإسبانية: Damir Ceter)‏ (2 نوفمبر 1997 ببوينافينتورا في كولومبيا - ) هو لاعب كرة قدم كولومبي في مركز الهجوم.

## وصلات خارجية
- دامير سيتر على موقع قاعدة بيانات كرة القدم.إي يو (الإنجليزية)
- دامير سيتر على موقع Soccerway.com (الإنجليزية)
- دامير سيتر على موقع عالم كرة القدم.نت (الإنجليزية)